# Охтомов, Павел Андреевич
Павел Андреевич Охтомов (9 января 1923 года, село Ворсма — 2 мая 1984 года, город Ворсма, Горьковская область) — слесарь медико-инструментального завода имени В. И. Ленина, Ворсма Горьковской области. Герой Социалистического Труда (1971).

## Биография
В 1937 году окончил неполную среднюю школу. До 1939 года обучался в школе фабрично-заводского обучения при заводе имени В. И. Ленина в Ворсме, затем трудился слесарем-опиловщиком хирургических инструментов.
В феврале 1942 года призван в армию; обучался в военном училище. С 1943 года — механик по ремонту артиллерийского вооружения. Участвовал в наступлениях в Прибалтике. В январе 1945 года получил тяжёлое ранение в Восточной Пруссии. По излечении в госпитале воевал в Маньчжурии против японских войск. После войны продолжил военную службу на Курилах, в Белоруссии, группе советских войск в Германии.
В 1954 году возвратился в Ворсму, где продолжил трудиться на медико-инструментальном заводе. Достиг высоких трудовых показателей, возглавлял бригаду слесарей, которая получила звание «Бригада коммунистического труда». Первым на предприятии получил личное клеймо.
В 1970 году досрочно выполнил личные социалистические обязательства и производственные задания Восьмой пятилетки (1965—1970). Указом Президиума Верховного Совета СССР от 20 июля 1971 года «за выдающиеся успехи, достигнутые в выполнении заданий пятилетнего плана по производству медицинской продукции» удостоен звания Героя Социалистического Труда с вручением ордена Ленина и золотой медали «Серп и Молот».
С 1976 года — мастер производственного обучения ПТУ № 16 в городе Павлово.
Избирался депутатом Горьковского областного Совета, городских советов Ворсмы и Павлово, делегатом XV съезда профсоюзов и XXV съезда КПСС.
После выхода на пенсию проживал в Ворсме. Скончался в 1984 году.
Память
Его именем названа одна из улиц в Ворсме.
Награды
- Герой Социалистического Труда
- Орден Ленина
- Орден Красной Звезды — трижды